# 조프 세린살리우
조프 세린살리우(일본어: ジョップ セリンサリウ, 2003년 6월 30일~)는 일본의 축구 선수이다.

## 구단 경력
그는 2023년 J2리그의 V-파렌 나가사키에 입단했다. 2024년 3월 J3리그의 마쓰모토 야마가 FC로 임대 이적했다. 7월 V-파렌 나가사키로 복귀했다.